# Pogonolycus
Pogonolycus es un género de peces de la familia Zoarcidae en el orden de los Perciformes.

## Especies
- Pogonolycus elegans  Norman, 1937
- Pogonolycus marinae  Lloris, 1988[1]